# Livre d'heures de Jeanne de Navarre
Le livre d'heures de Jeanne de Navarre est un livre d'heures médiéval conservé à la Bibliothèque nationale de France sous la cote Nouvelles acquisitions latines 3145. Il contient 271 folios de 18 cm sur 13,5 cm avec trente-deux miniatures peintes principalement par Jean Le Noir. 

## Historique

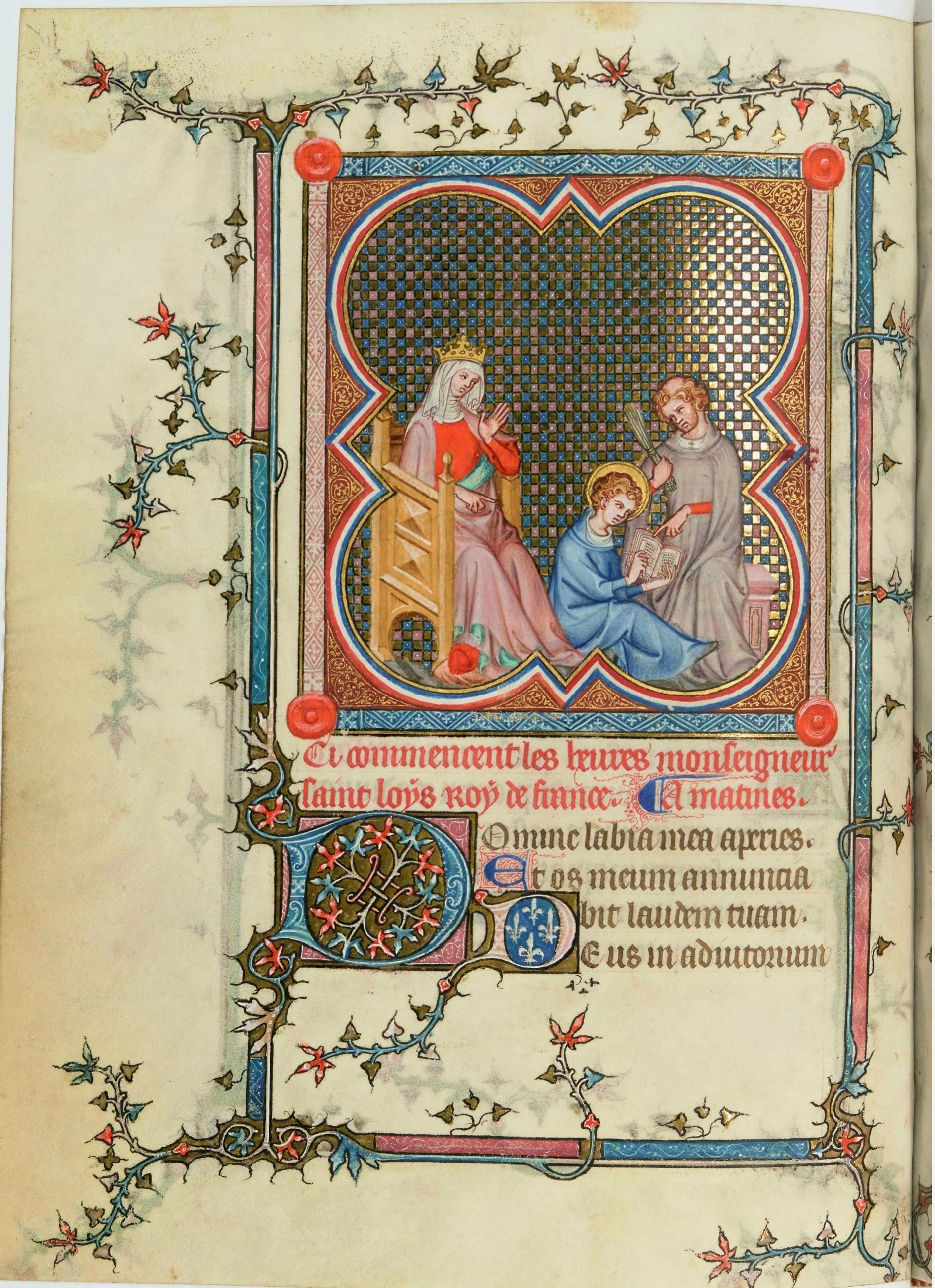
Office de Saint Louis: saint Louis étudie sous les yeux de sa mère, Blanche de Castille, f85v

Ce manuscrit enluminé a été commandé pour Jeanne de Navarre, fille de Louis X le Hutin et reine de Navarre et réalisé à Paris entre 1336 et 1340. Le nom de la reine est mentionné dans l'une des prières à la Vierge au folio 151verso et ses armes sont fréquemment représentées dans les initiales. Le manuscrit ne présente pas d'indication renvoyant à la Champagne, alors que les armes de Navarre, d'Évreux et de la Bourgogne y figurent, ce qui permet de dater ce livre d'heures après 1336, date à laquelle Jeanne a renoncé à la Champagne au bénéfice du royaume de France.
Le manuscrit appartient au XVe siècle à Anne Belline qui entre comme religieuse cordelière au couvent de la rue Lourcine à Paris. Le couvent en est encore propriétaire du manuscrit deux siècles plus tard. L'érudit Nicolas-Claude Fabri de Peiresc y consulte ce manuscrit en 1621 et y laisse une inscription au folio 2. Il est vendu avec la suppression du couvent à la Révolution française. Le livre d'heures appartient par la suite à la collection de lord Ashburnham, puis de celle de Henry Yates Thompson et enfin du baron Edmond de Rothschild et de sa fille, Alexandrine de Rothschild, qui en font l'acquisition lors d'une vente à Londres en 1919 chez Sotheby's. 
Volé par les nazis pendant l'Occupation dans les appartements de la baronne Alexandrine, incorporé dans la collection de Hermann Göring, le manuscrit n'est retrouvé qu'en mai 1945 par un officier français du service de santé des armées dans les Alpes bavaroises, à Berchtesgaden, qui le rapporte en France et le confie au prieur de l'abbaye Notre-Dame de Boquen dans les Côtes d'Armor. Le manuscrit réapparaît à la vente le 24 juin 1968, et donne lieu à une procédure de classement par l'État français tandis que la Bibliothèque nationale de France engage des négociations avec les héritiers Edmond de Rothschild et l'État allemand. La négociation se conclut finalement par un remboursement de la part de la Bibliothèque nationale à l'État allemand de l'indemnité que celui-ci avait versée à Alexandrine de Rothschild en 1958 pour compenser la perte du manuscrit,.

## Description

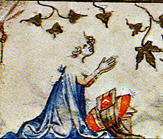
Jeanne de Navarre en prières

Le manuscrit comporte quatre offices de dévotion, celui de la Sainte Trinité, le petit office de la Sainte Vierge, l'office de Saint Louis et celui de la Passion. Le miniaturiste principal est l'auteur des offices de la Vierge et de la Passion qui sont les plus importants et qui sont illustrés par des personnages sveltes à la gestuelle précieuse. Les experts s'accordent pour donner à Jean Le Noir la paternité de ces œuvres. La miniature de l'Annonciation du folio 39 recto reprend des parties du même épisode du livre d'heures de Jeanne d'Évreux et d'autres miniatures évoquent le style du psautier de Bonne de Luxembourg du même auteur.
Deux autres artistes collaborateurs de Le Noir ont également participé au manuscrit : le miniaturiste qui peint le cycle de l'office de Saint Louis se distingue de Jean Le Noir par un rythme plus régulier. Enfin, un quatrième artiste se distingue et a été identifié à Mahiet, ancien collaborateur de Pucelle, dont la main a été reconnue dans la miniature représentant saint Louis et Robert d’Artois portant les reliques de la couronne d’épines (f. 102).